# Магареће године
Магареће године је роман Бранка Ћопића из 1960. године, у ком аутор представља своје одрастање између детињства и зрелог доба, али се у делу може пронаћи сваки млад човек који одраста у безбрижним временима и чије су године обележене ђачким проблемима и пубертетским немирима.
Роман Магареће године се данас убраја у опус лектира за седми разред основне школе. Написан је у хумористичном и помало носталгичном стилу.

## Анализа романа
Наслов романа "магареће године" односи се на немирне пубертетске године обележене маштањима, несташлуцима, првом љубави.
Радња се одвија у Бихаћу. Приповедач (Бранко) започиње причу у садашњости, описује Битку за Бихаћ 1942. године у којој је и сам имао учешћа, а потом се присећа дана када је био гимназијалац и живео у дому за ученике, у конвикту 1930-их година. Роман се поново нагло завршава радњом која се поново односи на садашњост.
Главни ликови у књизи су дечаци: приповедач Бранко, Баја који је најјачи у друштву, Хамид муслиманске вероисповести, низак неустрашив Крсто, наглув и увек гладан Дуле Дабић и браћа близанци Бранко и Ранко Мандић.

## Драматизација
Као и многа друга дела Бранка Ћопића, и роман Магареће године је драматизован и изводи се у дечијим позориштима широм ових простора.